# Möriken-Wildegg
Möriken-Wildegg (do 1951 Möriken, gsw. Mörike-Wildegg) – gmina (Einwohnergemeinde) w Szwajcarii, w kantonie Argowia, w okręgu Lenzburg. Liczy 4 561 mieszkańców (31 grudnia 2020).  